# الصحراء الجزائرية

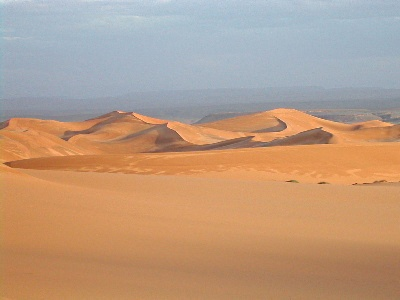
كثبان رملية في الجزائر

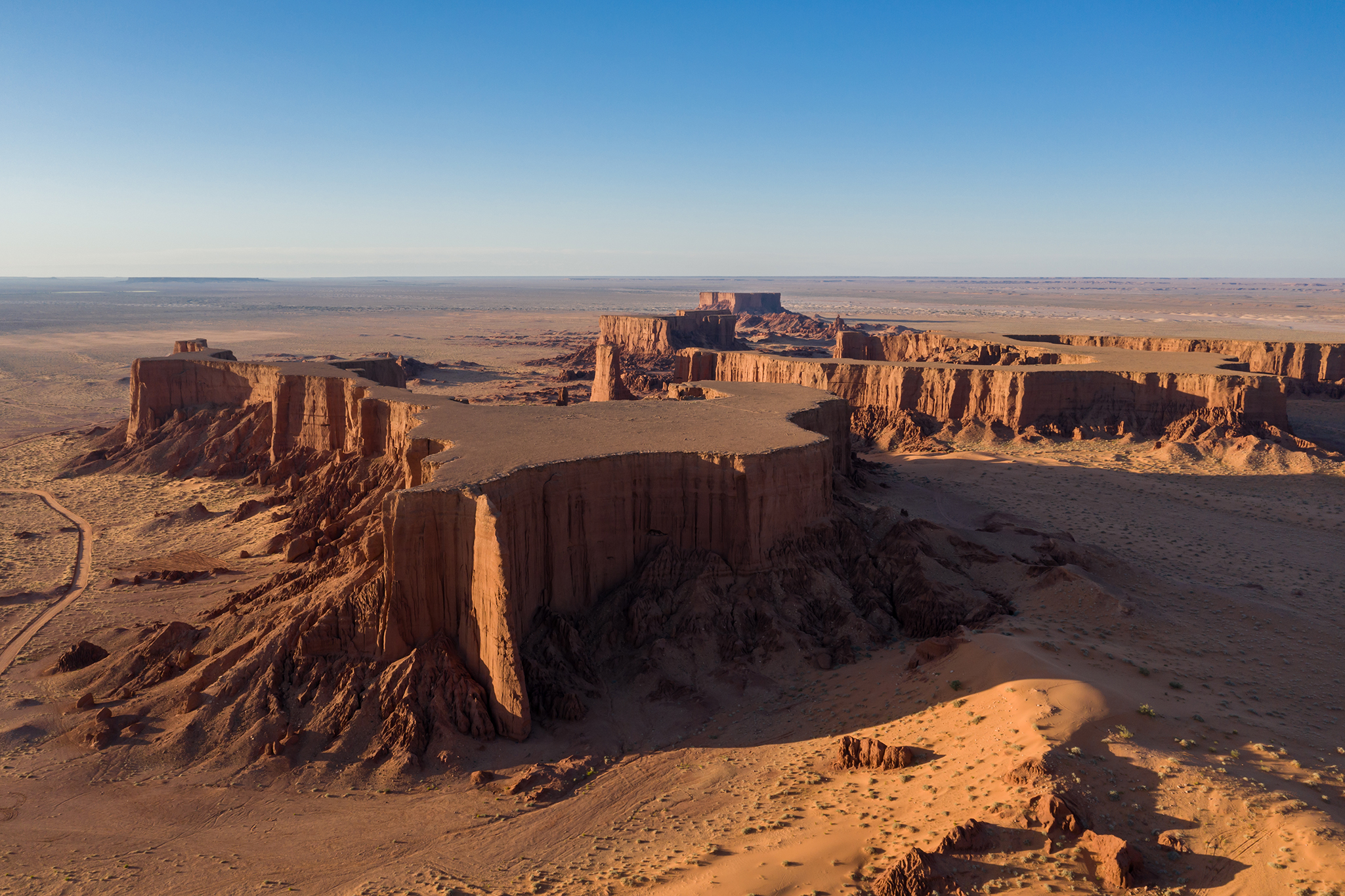
موقع الغور بولاية البيض

الصحراء الجزائرية، هي صحراء تقع في وسط شمال أفريقيا، وهي جزء من الصحراء الأفريقية الكبرى إذ تمثل 20%. تمثل مساحة الصحراء في الجزائر حوالي 90% من مساحتها الإجمالية، وفي عام 2018، بلغ عدد سكانها 3,600,000 نسمة، أي 10.5% من سكان الجزائر.
يكثر وجود الواحات في هذه الصحراء مثل واحة عين صالح وتقرت، ويكثر بها أيضاً حقول البترول و الغاز مثل:حاسي الرمل و عين أميناس والعقرب القاسي وحاسي مسعود والسبع ورقان.

## جغرافيا

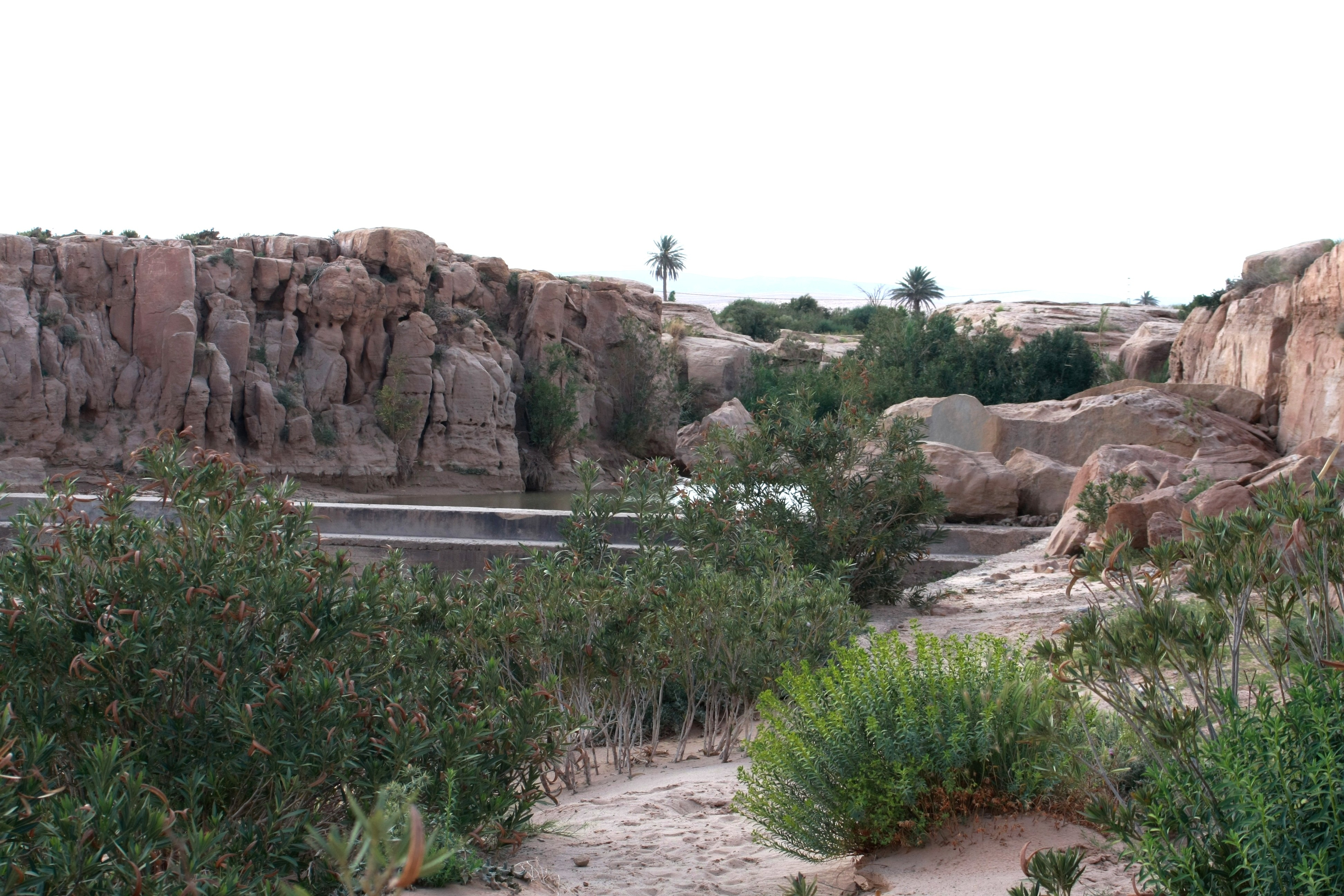
شمال الصحراء الجزائرية الأغواط

تتربع الصحراء الجزائرية على أكثر من مليوني كم2 أي 4/5 من المساحة الكلية. يحد هذه صحراء الجزائر شمالا سلسلة جبال أطلس وهي عبارة عن سلستين عاليتين من الجبال يحصران بينهما مجموعة من الهضاب العليا أشهرها والسلستين تتمثلان في الأطلس التلي بالشمال غير الصحراوي والأطلس الصحراوي جنوبه وتقع سلسلة جبال الأطلس بشمال غرب الصحراء الكبرى.
تتكون الصحراء من ثلاثة أنواع من التضاريس وهي: العرق المكون من كثبان رملية مثل العرق الشرقي الكبير والعرق الغربي الكبير، الرق المكون من تضاريس صخرية، وكذلك كتل صخرية بركانية في أقصى الجنوب.
يصبح عشب السهوب نادرًا انطلاقًا من الشمال، وتتغير أنواعه لإفساح المجال أمام صحراء الرق، أما العرق فلا يغطي إلا خمس الصحراء حيث يقع العرق الشرقي الكبير على حدود وادي ريغ، وهي سلسلة من الواحات الممتدة على طول وادٍ تحت الأرض. يحد وادي الساورة من الغرب العرق الغربي الكبير. وبين هاتين المجموعتين العظيمتين يوجد وادي مزاب المنحوت في هضبة.
هذه الصحراء الشمالية، المليئة بالواحات، تناقض تلك الموجودة في الجنوب، والتي تهيمن عليها سلسلة جبال الهقار على ارتفاع يزيد عن ثلاثة آلاف متر. تربط الحمادات الرتيبة الشاسعة مثل هضبة تاديمايت بين المنيعة وعين صالح المناطق الجغرافية الكبيرة للصحراء.
تتميز الصحراء بانخفاض هطول الأمطار، حيث تسجل أقل من 100 ملم في السنة. ومع ذلك، يحدث أن تساقطت ثلوج وحدثت فيضانات أحيانًا والتي تحيي الوديان التي جفت منذ عصور ما قبل التاريخ. التربة التحتية مليئة بالمياه فيما يسمى «المياه الجوفية الألبانية» الذي يمتد تحت جزء كبير من الصحراء الجزائرية، وهي بقايا مناخ السهوب الذي عاشته المنطقة منذ 10000 عام. و كدالك أودية.
تعتبر هذه الصحراء أكثر المناطق الصحراوية في العالم سخونة تمتد الصحراء الأفريقية الكبرى على أكثر من 3.5 مليون ميل مربع وهو تقريبا حجم الولايات المتحدة الأمريكية بأسرها. إن الصحراء أرضا قاحلة ويعتقد بعض العلماء أنها المنطقة الأكثر جفافا خلال 3000 سنة.

## السكان
يعيش في هذه الصحراء منذ القدم القبائل الرحل وهم يعتبرون الصحراء مقرا لهم، وأكثر من 2.5 من السكان يقطنون بالحدود وأحيانا تكون الحياة قاسية جدا.
أغلب الرحل يتنقّلون للبحث عن الواحات وكثير منها يتوفّر على طبقة مياه جوفية توفر الكثير من المياه اللازمة لهم ولمواشيهم.

## البيئة
جنوب الجزائر، توجد الحديقة الوطنية تاسيلي نجير، وهي سلسلة جبال كثيرة، ولهذا المنتزه نظام بيئي فريد من نوعه وذلك لقدرة حمولة مياهه، كما أن النباتات توجد هناك أكثر من الصحراء المحيطة. وفي الجزء الشرقي للحدود يمكن للمرء أن يرى أنواع من شجرة ميرتل وشجرة السرو، والتي يعود تاريخ وجودها إلى أزمنة ما قبل التاريخ.
كما تعتبر الصحراء الجزائرية أكبر خزان للطاقة الشمسية في العالم حسب ما أعلنته الوكالة الفضائية الألمانية عقب دراسة حديثة أجريت من قبل خبراء الوكالة، أن الصحراء الجزائرية هي أكبر خزان للطاقة الشمسية في العالم، حيث تدوم الإشعاعات الشمسية في الصحراء الجزائرية 3000 ساعة إشعاع في السنة وهو أعلى مستوى لإشراق الشمس على المستوى العالمي حسب الدراسة واستنتجت بأن بإمكان إنتاج الكهرباء من الطاقة الشمسية من الصحراء الجزائرية يمكن أن يغطي 50 مرة احتياجات القارة الأوروبية من الطاقة التي تستهلكها سنويا.

## تأثير الاستعمار الفرنسي على الصحراء الجزائرية
حتى القرن التاسع عشر؛ تفيد الأبحاث أنّ أصنافًا كثيرة من الحيوانات والنباتات كانت لا تزال تقاوم التغيرات المناخية التي ضربت المنطقة؛ حيث كانت أصنافٌ عدّة من الحيوانات تجوب صحراء قبل أن تنقرض خلال فترة الاستعمار الفرنسي لها ضمن ما يسمى مقاطعة جزائر فرنسية ؛ ومن بين تلك الحيوانات نجد القطط الكبير المتمثلة في النمر الأفريقي الذي كان ينتشر في شمال الصحراء، إضافةً إلى الأسد البربري الذي اختفى نتيجة عمليات الصيد التي كانت تستهدفه من المستوطنين الفرنسيين
بالإضافة إلى انقراض القطط الكبيرة بالصحراء توجد أيضا نتيجة التجارب النووية التي أجرتها فرنسا بقلب الصحراء أواخر سنة 1957؛ وهي التجارب التي فاقت 57 تجربة خلفت من ورائها خسائر بشرية وبيئية هائلة.
نشرت وزارة الدفاع الفرنسية عام 2013 خريطة تحدد مدى انتشار الإشعاع النووي نتيجةً لتجربة «اليربوع الأزرق»، حيث تبيَّن أنَّ الغبار النووي طال أرجاء واسعة من منطقة الساحل الأفريقي وصولًا إلى أفريقيا الغربية والوسط، كما وصل الإشعاع إلى السنغال وتشاد وأفريقيا الوسطى وموريتانيا بعد أربعة أيام من التجارب، أما مالي فقد وصلها بعد أقل من 24 ساعة من التفجير.